# Municipio de Solomon (condado de Phillips)
El municipio de Solomon (en inglés: Solomon Township) es un municipio ubicado en el condado de Phillips en el estado estadounidense de Kansas. En el año 2010 tenía una población de 201 habitantes y una densidad poblacional de 2,17 personas por km².

## Geografía
El municipio de Solomon se encuentra ubicado en las coordenadas 39°41′50″N 99°20′50″O / 39.69722, -99.34722. Según la Oficina del Censo de los Estados Unidos, el municipio tiene una superficie total de 92.74 km², de la cual 92,69 km² corresponden a tierra firme y (0,05 %) 0,05 km² es agua.

## Demografía
Según el censo de 2010, había 201 personas residiendo en el municipio de Solomon. La densidad de población era de 2,17 hab./km². De los 201 habitantes, el municipio de Solomon estaba compuesto por el 99,5 % blancos y el 0,5 % eran de una mezcla de razas. Del total de la población el 1,49 % eran hispanos o latinos de cualquier raza.